# Olsza sercowata
Olsza sercowata (Alnus cordata (Loisel.) Duby) – gatunek drzew należący do rodziny brzozowatych. Występuje na południu Włoch, w Albanii i na Korsyce.

## Morfologia

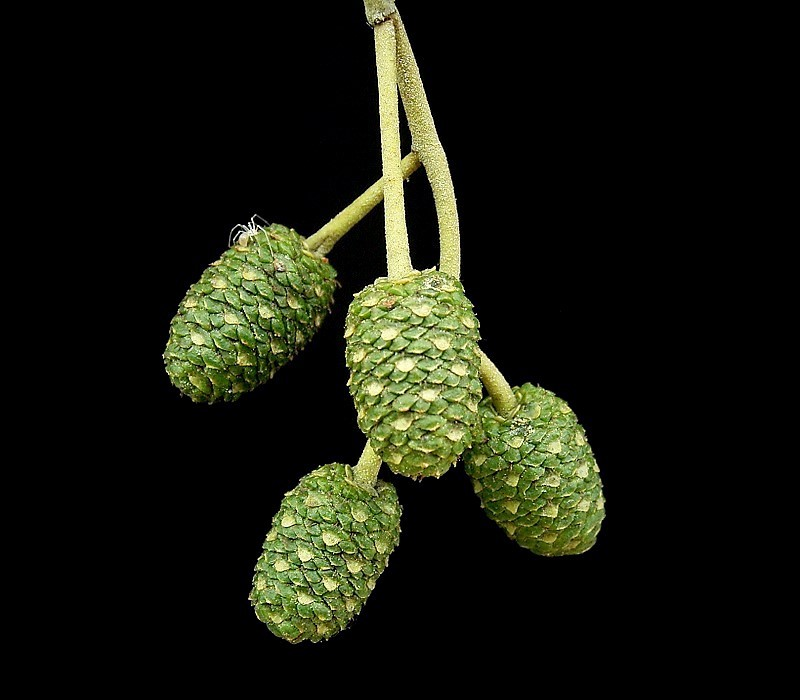
Owocostany

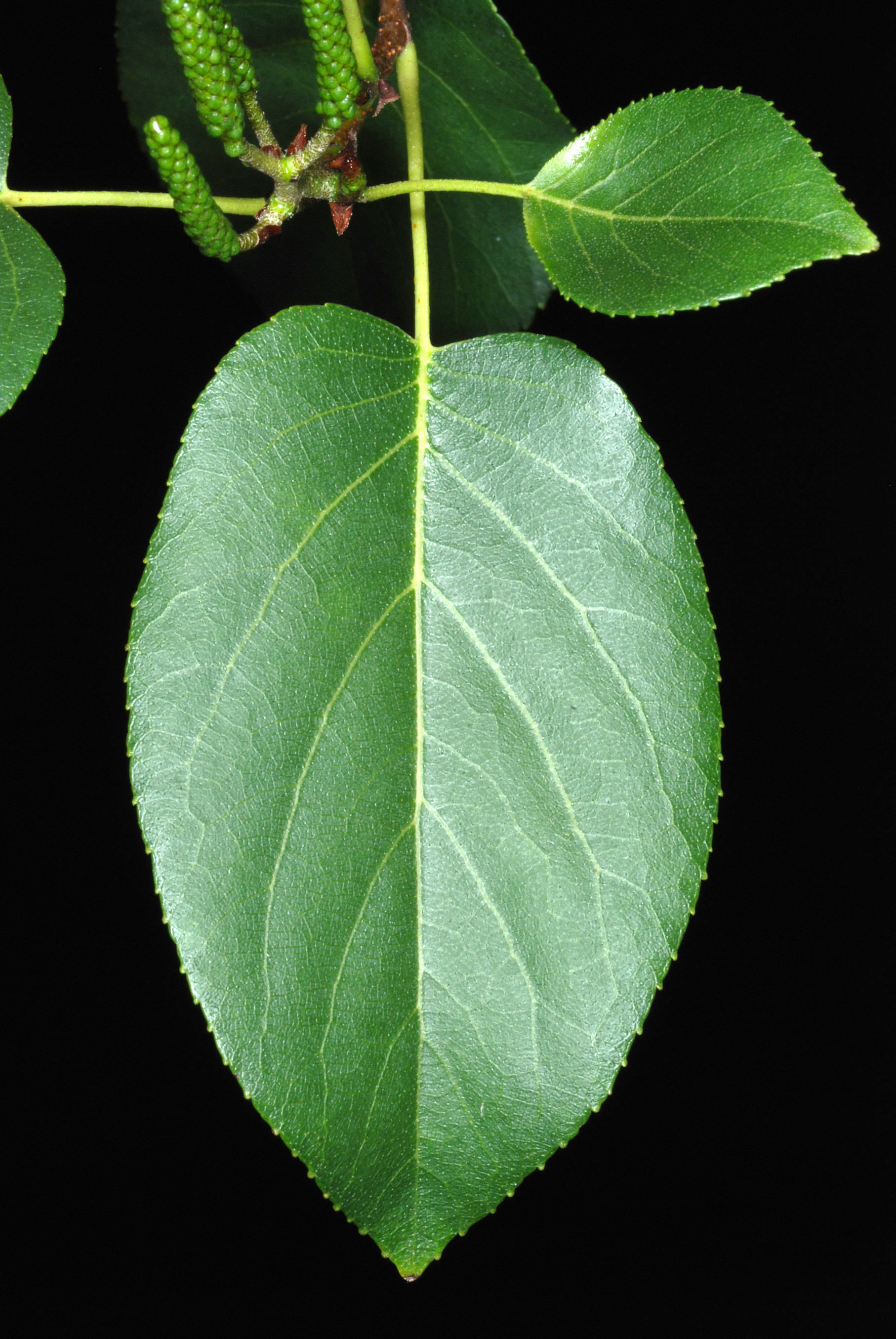
Liść

PokrójZgrabne drzewo o szerokiej stożkowatej koronie dorastające do 30 m wysokości.
KoraBladoszara. U młodych drzew gładka, u starszych lekko spękana.
LiścieSercowate (stąd nazwa gatunku) bądź jajowate, osiągają 10 cm długości. Jasnozielone, błyszczące. Od spodu bledsze, delikatnie owłosione w kątach nerwów. Delikatnie ząbkowane na brzegach.
KwiatyKwiaty męskie zebrane w kwiatostany w postaci zwisających kotek, w kolorze żółtym do 7,5 cm długości, wiotkie. Kwiaty żeńskie w kotkach krótszych, czerwonych i wzniesionych.
OwoceSzyszkowaty owocostan do 2 cm długości, zawierający liczne nasiona.

## Biologia i ekologia
RozwójRoślina jednopienna, wiatropylna. Kwitnie wczesną wiosną przed pojawieniem się liści. Wykazuje sporą odporność na suszę. Osiąga największe wymiary spośród wszystkich gatunków olszy.
SiedliskoRośnie na podłożu kredowym, porasta stoki górskie do 1000 m n.p.m. Lokalnie zastępuje olszę czarną, szerzej rozprzestrzenioną na terenie Europy.

## Zastosowanie
- Od połowy XIX wieku uprawiana w parkach i ogrodach w Ameryce Północnej[6].